# Mid-year Internationals 2012
Die Mid-year Internationals 2012 (auch als Summer Tests 2012 bezeichnet) waren eine vom 27. Mai bis zum 24. Juni 2012 stattfindende Serie von internationalen Rugby-Union-Spielen zwischen Mannschaften der ersten und zweiten Stärkeklasse.
Diese Begegnungen markierten den Beginn eines vom International Rugby Board (IRB) aufgestellten globalen Rugby-Kalenders, der bis 2019 galt. Der Kalender beinhaltete zum Teil eine Rückkehr der traditionellen Touren europäischer Nationalmannschaften, bei denen ein Team mehrere Test Matches gegen eine Mannschaft der südlichen Hemisphäre absolvierte, oft mit Spielen unter der Woche gegen Provinz- oder Regionalauswahlen. In diesem Jahr waren alle drei Teams, die am Vorgängerturnier der Rugby Championship, den Tri Nations, teilgenommen haben, Gastgeber europäischer Nationen in drei Test Matches umfassenden Serien: Wales trat gegen Australien an, Irland gegen Neuseeland und England gegen Südafrika. Der neue Kalender ermöglichte auch mehr Spiele für Teams der zweiten Stärkeklasse. Als Teil dieser IRB-Initiative kehrte eine weitere Tradition zurück – Touren großer Rugbynationen zu den pazifischen Inseln, wobei Schottland den Anfang machte. Außerdem bereiste Italien den amerikanischen Kontinent.

## Ergebnisse

### Woche 1
| 27. Mai 2012 14:30 WESZ | England | 57 : 26        | Barbarians | Twickenham Stadium, London Zuschauer: 42.269 Schiedsrichter: John Lacey (Irland) |
| 27. Mai 2012 14:30 WESZ | Versuche: Ashton (3) 17. erh., 37. erh., 43. erh. Hartley 34. n.erh. Wade 57. erh. Wigglesworth 68. erh. Joseph (2) 69. erh., 79. erh. Erhöhungen: Farrell (7/8) Straftritte: Farrell (1/2) 2. | (22:7) Bericht | Versuche: Muliaina (2) 31. n.erh., 47. erh. Tindall 63. erh. Taele 71. erh. Erhöhungen: Donald (2/3) Contepomi (1/1) | Twickenham Stadium, London Zuschauer: 42.269 Schiedsrichter: John Lacey (Irland) |

### Woche 2
| 29. Mai 2012 19:45 WESZ | Irland                                                                                        | 28 : 29         | Barbarians | Kingsholm Stadium, Gloucester Zuschauer: 11.654 Schiedsrichter: Jérôme Garcès (Frankreich) |
| 29. Mai 2012 19:45 WESZ | Versuche: Gilroy (2) 15. erh., 64. erh. Earls 25. erh. Zebo 44. erh. Erhöhungen: O’Gara (4/4) | (14:19) Bericht | Versuche: Balshaw 11. erh. van Zyl 18. erh. Sackey 29. erh. Tindall 58. n.erh. Erhöhungen: Contepomi (3/4) Straftritte: Contepomi (1/1) 78. | Kingsholm Stadium, Gloucester Zuschauer: 11.654 Schiedsrichter: Jérôme Garcès (Frankreich) |

| 2. Juni 2012 14:00 WESZ | Wales | 30 : 21         | Barbarians                                                                     | Millennium Stadium, Cardiff Zuschauer: 57.565 Schiedsrichter: Alain Rolland (Irland) |
| 2. Juni 2012 14:00 WESZ | Versuche: Robinson 10. erh. Hook 71. erh. Brew 79. erh. Erhöhungen: Hook (3/3) Straftritte: Hook (3/3) 4., 25., 51. | (13:14) Bericht | Versuche: Donald (2) 27. erh., 59. erh. Rees 36. erh. Erhöhungen: Donald (3/3) | Millennium Stadium, Cardiff Zuschauer: 57.565 Schiedsrichter: Alain Rolland (Irland) |

- Als dritter walisischer Spieler absolvierte Martyn Williams sein 100. Test Match; es war zugleich sein letztes.[1]

### Woche 3
| 5. Juni 2012 19:30 AEST | Australien                         | 6 : 9         | Schottland                               | Hunter Stadium, Newcastle Zuschauer: 20.088 Schiedsrichter: Jaco Peyper (Südafrika) |
| 5. Juni 2012 19:30 AEST | Straftritte: Harris (2/2) 32., 42. | (3:6) Bericht | Straftritte: Laidlaw (3/4) 22., 27., 80. | Hunter Stadium, Newcastle Zuschauer: 20.088 Schiedsrichter: Jaco Peyper (Südafrika) |

- Dies war Schottlands erster Sieg in Australien seit 1982.

| 9. Juni 2012 14:00 EDT | Kanada                                                                                   | 28 : 25         | Vereinigte Staaten                                                                 | Richardson Memorial Stadium, Kingston Zuschauer: 7.521 Schiedsrichter: Marius Jonker (Südafrika) |
| 9. Juni 2012 14:00 EDT | Versuche: Evans Hearn Carpenter Erhöhungen: Pritchard (2/3) Straftritte: Pritchard (3/3) | (20:18) Bericht | Versuche: Hume Paterson LaValla Erhöhungen: Holder (2/3) Straftritte: Holder (2/2) | Richardson Memorial Stadium, Kingston Zuschauer: 7.521 Schiedsrichter: Marius Jonker (Südafrika) |

| 9. Juni 2012 15:40 ART | Argentinien | 37 : 22         | Italien | Estadio del Bicentenario, San Juan Zuschauer: 10.000 Schiedsrichter: Jérôme Garcès (Frankreich) |
| 9. Juni 2012 15:40 ART | Versuche: Leonardi 37. erh. Roncero 56. erh. Senatore 68. erh. Contepomi 74. erh. Erhöhungen: Contepomi (4/4) Straftritte: Contepomi (3/4) 10., 28., 44. | (13:10) Bericht | Versuche: Strafversuch 24. erh. Gori 54. n.erh. Bergamasco 79. erh. Erhöhungen: Burton (1/2) Bocchino (1/1) Straftritte: Burton (1/1) 1. | Estadio del Bicentenario, San Juan Zuschauer: 10.000 Schiedsrichter: Jérôme Garcès (Frankreich) |

| 9. Juni 2012 17:00 SAST | Südafrika                                                                                     | 22 : 17       | England                                                                 | Kings Park Stadium, Durban Zuschauer: 43.052 Schiedsrichter: Steve Walsh (Australien) |
| 9. Juni 2012 17:00 SAST | Versuche: Steyn 47. n.erh. de Villiers 59. n.erh. Straftritte: Steyn (4/5) 13., 29., 69., 77. | (6:6) Bericht | Versuche: Foden 80. n.erh. Straftritte: Farrell (4/4) 6., 26., 63., 65. | Kings Park Stadium, Durban Zuschauer: 43.052 Schiedsrichter: Steve Walsh (Australien) |

| 9. Juni 2012 19:35 | Neuseeland | 42 : 10 NZST   | Irland                                                                            | Eden Park, Auckland Zuschauer: 43.300 Schiedsrichter: Nigel Owens (Wales) |
| 9. Juni 2012 19:35 | Versuche: Savea (3) 25. erh., 37., erh., 43. erh. Thomson 54. n.erh. A. Smith 77. erh. Erhöhungen: Carter (4/5) Straftritte: Carter (3/3) 5., 14., 17. | (23:3) Bericht | Versuche: McFadden 48. erh. Erhöhungen: Sexton (1/1) Straftritte: Sexton (1/1) 7. | Eden Park, Auckland Zuschauer: 43.300 Schiedsrichter: Nigel Owens (Wales) |

| 9. Juni 2012 20:00 AEST | Australien | 27 : 19        | Wales                                                                                                   | Suncorp Stadium, Brisbane Zuschauer: 43.000 Schiedsrichter: Craig Joubert (Südafrika) |
| 9. Juni 2012 20:00 AEST | Versuche: Higginbotham 14. erh. Genia 40. erh. McCabe 66. erh. Erhöhungen: Barnes (3/3) Straftritte: Barnes (1/3) 8. Dropgoals: Barnes (1/1) 49. | (17:3) Bericht | Versuche: Cuthbert 57. erh. Erhöhungen: Halfpenny (1/1) Straftritte: Halfpenny (4/4) 21., 45., 55., 62. | Suncorp Stadium, Brisbane Zuschauer: 43.000 Schiedsrichter: Craig Joubert (Südafrika) |

### Woche 4
| 12. Juni 2012 19:30 AEST | Brumbies                                          | 15 : 25        | Wales | Canberra Stadium, Canberra Zuschauer: 8.000 Schiedsrichter: Ian Smith (Australien) |
| 12. Juni 2012 19:30 AEST | Straftritte: Holmes (5/6) 10., 38., 56., 62., 66. | (6:19) Bericht | Versuche: Hook 19. erh. Tipuric 31. erh. A. W. Jones 40. n.erh. Erhöhungen: Hook (2/3) Straftritte: Hook (2/2) 69., 76. | Canberra Stadium, Canberra Zuschauer: 8.000 Schiedsrichter: Ian Smith (Australien) |

| 13. Juni 2012 14:30 SAST | SA Barbarians South | 26 : 54         | England | Griqua Park, Kimberley Schiedsrichter: Jonathan Kaplan (Südafrika) |
| 13. Juni 2012 14:30 SAST | Versuche: Engelbrecht 2. erh. Franklin 34. erh. Nelson 55. erh. Dukisa 65. n.erh. Erhöhungen: Watts (3/4) 3., 35., 56. | (20:32) Bericht | Versuche: Waldrom (2) 17. erh., 49. n.erh. Wade (3) 19. n.erh., 62. erh., 80. n.erh. Lowe 22. erh. Kitchener 57. n.erh. Care 76. erh. Straftritte: Hodgson (4/8) Dropgoals: Hodgson (2/2) 6., 13. | Griqua Park, Kimberley Schiedsrichter: Jonathan Kaplan (Südafrika) |

| 15. Juni 2012 19:00 EDT | Kanada                                                                                           | 16 : 25        | Italien | BMO Field, Toronto Zuschauer: 12.220 Schiedsrichter: Dave Pearson (England) |
| 15. Juni 2012 19:00 EDT | Versuche: Trainor 32. erh. Erhöhungen: Pritchard (1/1) Straftritte: Pritchard (3/4) 3., 29., 52. | (13:9) Bericht | Versuche: D’Apice 50. erh. Erhöhungen: Burton (1/1) Straftritte: Burton (6/7) 11., 25., 40., 42., 61., 71. | BMO Field, Toronto Zuschauer: 12.220 Schiedsrichter: Dave Pearson (England) |

| 16. Juni 2012 14:00 FJT | Fidschi | 25 : 37         | Schottland | Churchill Park, Lautoka Zuschauer: 15.000 Schiedsrichter: Jaco Peyper (Südafrika) |
| 16. Juni 2012 14:00 FJT | Versuche: Domolailai 24. n.erh. Nayacalevu 48. erh. Talebula 64. erh. Erhöhungen: Ralulu (2/3) Straftritte: Ralulu (2/3) 5., 7. | (11:17) Bericht | Versuche: Laidlaw 16. erh. Strafversuch 21. erh. Visser (2) 36. erh., 72. erh. Erhöhungen: Laidlaw (4/4) Straftritte: Laidlaw (3/3) 32., 46., 69. | Churchill Park, Lautoka Zuschauer: 15.000 Schiedsrichter: Jaco Peyper (Südafrika) |

| 16. Juni 2012 17:00 SAST | Südafrika | 36 : 27         | England | Ellis Park Stadium, Johannesburg Zuschauer: 60.101 Schiedsrichter: Alain Rolland (Irland) |
| 16. Juni 2012 17:00 SAST | Versuche: Alberts 4. n.erh. du Plessis 9. erh. Hougaard 19. erh. Pietersen 73. n.erh. Erhöhungen: Steyn (2/4) Straftritte: Steyn (3/6) 15., 46., 58. Dropgoals: Steyn (1/1) 26. | (25:10) Bericht | Versuche: Flood 23. erh. Youngs (2) 51. erh., 61. erh. Erhöhungen: Flood (3/3) Straftritte: Flood (2/2) 9., 64. | Ellis Park Stadium, Johannesburg Zuschauer: 60.101 Schiedsrichter: Alain Rolland (Irland) |

| 16. Juni 2012 18:10 ART | Argentinien | 23 : 20         | Frankreich                                                                                   | Estadio Mario Alberto Kempes, Córdoba Zuschauer: 40.000 Schiedsrichter: George Clancy (Irland) |
| 16. Juni 2012 18:10 ART | Versuche: Agulla 4. erh. Montero 76. erh. Erhöhungen: Contepomi (2/2) Straftritte: Contepomi (3/6) 24., 39., 56. | (13:14) Bericht | Versuche: Picamoles 26. n.erh. Straftritte: Parra (4/5) 3., 10, 22., 43. Trinh-Duc (1/1) 52. | Estadio Mario Alberto Kempes, Córdoba Zuschauer: 40.000 Schiedsrichter: George Clancy (Irland) |

| 16. Juni 2012 19:00 MDT | Vereinigte Staaten | 36 : 20        | Georgien | Infinity Park, Glendale Zuschauer: 3.800 Schiedsrichter: Marius Jonker (Südafrika) |
| 16. Juni 2012 19:00 MDT | Versuche: Suniula 10. n.erh. Paterson 26. erh. Petri 35. erh. Clever 73. n.erh. Erhöhungen: Wyles (2/4) Straftritte: Wyles (4/7) 2., 23., 39., 59. | (28:8) Bericht | Versuche: Kwirikaschwili 18. n.erh. Scharikadse 50. n.erh. Katscharawa 60. erh. Erhöhungen: Kwirikaschwili (1/3) Straftritte: Kwirikaschwili (1/1) 32. | Infinity Park, Glendale Zuschauer: 3.800 Schiedsrichter: Marius Jonker (Südafrika) |

| 16. Juni 2012 19:35 NZST | Neuseeland | 22 : 19        | Irland                                                                                          | Rugby League Park, Christchurch Zuschauer: 21.000 Schiedsrichter: Nigel Owens (Wales) |
| 16. Juni 2012 19:35 NZST | Versuche: A. Smith 42. erh. Erhöhungen: Carter (1/1) Straftritte: Carter (4/5) 22., 30., 35., 64. Dropgoals: Carter (1/1) 80.+1 | (9:10) Bericht | Versuche: Murray 11. erh. Erhöhungen: Sexton (1/1) Straftritte: Sexton (4/5) 20., 47., 65., 69. | Rugby League Park, Christchurch Zuschauer: 21.000 Schiedsrichter: Nigel Owens (Wales) |

| 16. Juni 2012 20:00 AEST | Australien | 25 : 23        | Wales | Docklands Stadium, Melbourne Zuschauer: 33.880 Schiedsrichter: Chris Pollock (Neuseeland) |
| 16. Juni 2012 20:00 AEST | Versuche: Horne 38. erh. Erhöhungen: Barnes (1/1) Straftritte: Barnes (5/6) 19., 29., 47., 58., 64. Harris (1/1) 80. | (13:7) Bericht | Versuche: North 3. erh. Davies 43. erh. Erhöhungen: Halfpenny (2/2) Straftritte: Halfpenny (3/3) 49., 60., 66. | Docklands Stadium, Melbourne Zuschauer: 33.880 Schiedsrichter: Chris Pollock (Neuseeland) |

### Woche 5
| 19. Juni 2012 19:10 SAST | SA Barbarians North | 31 : 57        | England | Olën Park, Potchefstroom Zuschauer: 9.437 Schiedsrichter: Mark Lawrence (Südafrika) |
| 19. Juni 2012 19:10 SAST | Versuche: Engelbrecht 15. erh. Venter (2) 52. erh., 55. erh. Scholtz 76. erh. Erhöhungen: Roos (4/4) Straftritte: Roos (1/1) 5. | (8:31) Bericht | Versuche: Abendanon (3) 18. erh., 31. erh., 35. erh. Morgan 23. erh. May (2) 62. n.erh., 69. erh. Allen 74. erh. Strafversuch 79. erh. Erhöhungen: Hodgson (7/8) Straftritte: Hodgson (1/1) 8. | Olën Park, Potchefstroom Zuschauer: 9.437 Schiedsrichter: Mark Lawrence (Südafrika) |

| 20. Juni 2012 19:30 JST | Japan                                                                        | 21 : 40         | French Barbarians | Prinz-Chichibu-Rugbystadion, Tokio Zuschauer: 9.761 Schiedsrichter: Bryce Lawrence (Neuseeland) |
| 20. Juni 2012 19:30 JST | Versuche: Ono 33. erh. Tamura 41. erh. Itō 68. erh. Erhöhungen: Tamura (3/3) | (10:32) Bericht | Versuche: Lapeyre (2) 2. n.erh., 30. erh. Lacrampe 10. erh. O’Connor 40. erh. Arias 80. n.erh. Erhöhungen: Lopez (3/5) Straftritte: Lapeyre (1/1) 23. Lopez (1/1) 38. Bernard (1/1) 79. | Prinz-Chichibu-Rugbystadion, Tokio Zuschauer: 9.761 Schiedsrichter: Bryce Lawrence (Neuseeland) |

- Erstes Spiel zwischen diesen beiden Mannschaften.

| 23. Juni 2012 14:00 PDT | Kanada | 31 : 12         | Georgien                                                                                  | Swangard Stadium, Burnaby Zuschauer: 3.661 Schiedsrichter: Dave Pearson (England) |
| 23. Juni 2012 14:00 PDT | Versuche: van der Merwe 5. erh. Pritchard 22. erh. Duke 42. n.erh. Erhöhungen: Pritchard (2/3) Straftritte: Pritchard (4/4) 9., 30., 40., 80. | (23:10) Bericht | Versuche: Nariaschwili 36. erh. Mamukaschwili 66. n.erh. Erhöhungen: Kwirikaschwili (1/2) | Swangard Stadium, Burnaby Zuschauer: 3.661 Schiedsrichter: Dave Pearson (England) |

| 23. Juni 2012 15:00 AEST | Australien                                                                 | 20 : 19        | Wales                                                                                                  | Sydney Football Stadium, Sydney Zuschauer: 42.889 Schiedsrichter: Craig Joubert (Südafrika) |
| 23. Juni 2012 15:00 AEST | Versuche: Horne 64. n.erh. Straftritte: Barnes (5/5) 3., 9., 16., 38., 74. | (17:9) Bericht | Versuche: R. Jones 60. erh. Erhöhungen: Halfpenny (1/1) Straftritte: Halfpenny (4/5) 7., 13., 24., 70. | Sydney Football Stadium, Sydney Zuschauer: 42.889 Schiedsrichter: Craig Joubert (Südafrika) |

| 23. Juni 2012 15:30 SST | Samoa | 16 : 17       | Schottland                                                                                         | Apia Park, Apia Schiedsrichter: Jaco Peyper (Südafrika) |
| 23. Juni 2012 15:30 SST | Versuche: Pisi 61. erh. Erhöhungen: Pisi (1/1) Straftritte: Pisi (2/3) 23., 42. Dropgoals: Pisi (1/1) 15. | (6:7) Bericht | Versuche: Ansbro 17. erh. Harley 78. erh. Erhöhungen: Laidlaw (2/2) Straftritte: Laidlaw (1/1) 51. | Apia Park, Apia Schiedsrichter: Jaco Peyper (Südafrika) |

| 23. Juni 2012 17:00 SAST | Südafrika                                                            | 14 : 14        | England                                                                     | Nelson Mandela Bay Stadium, Port Elizabeth Zuschauer: 45.000 Schiedsrichter: Steve Walsh (Australien) |
| 23. Juni 2012 17:00 SAST | Versuche: Pietersen 61. n.erh. Straftritte: Steyn (3/5) 6., 15., 27. | (9:11) Bericht | Versuche: Care 11. n.erh. Erhöhungen: Flood (1/2) 7. Farrell (2/2) 44., 71. | Nelson Mandela Bay Stadium, Port Elizabeth Zuschauer: 45.000 Schiedsrichter: Steve Walsh (Australien) |

| 23. Juni 2012 18:10 ART | Argentinien                                                                          | 10 : 49        | Frankreich | Estadio Monumental José Fierro, Tucumán Zuschauer: 30.000 Schiedsrichter: George Clancy (Irland) |
| 23. Juni 2012 18:10 ART | Versuche: Vega 74. erh. Erhöhungen: Contepomi (1/1) Straftritte: Contepomi (1/1) 25. | (3:30) Bericht | Versuche: Fall 11. erh. Huget (2) 33. erh., 62. n.erh. Machenaud 39. erh. Mermoz 55. erh. Lapandry 67. erh. Erhöhungen: Michalak (6/7) Straftritte: Michalak (3/3) 17., 27., 30. | Estadio Monumental José Fierro, Tucumán Zuschauer: 30.000 Schiedsrichter: George Clancy (Irland) |

- Bisher deutlichster Sieg Frankreichs über Argentinien.

| 23. Juni 2012 19:30 CDT | Vereinigte Staaten                                                              | 10 : 30         | Italien | BBVA Stadium, Houston Zuschauer: 17.214 Schiedsrichter: Jérôme Garcès (Frankreich) |
| 23. Juni 2012 19:30 CDT | Versuche: Emerick 31. erh. Erhöhungen: Wyles (1/1) Straftritte: Wyles (1/2) 11. | (10:20) Bericht | Versuche: Festuccia 7. erh. Gori 34. erh. Burton 78. erh. Erhöhungen: Bocchino (2/2) Burton (1/1) Straftritte: Bocchino (2/2) 17., 33. Burton (1/1) 68. | BBVA Stadium, Houston Zuschauer: 17.214 Schiedsrichter: Jérôme Garcès (Frankreich) |

| 23. Juni 2012 19:35 NZST | Neuseeland | 60 : 0         | Irland | Waikato Stadium, Hamilton Zuschauer: 25.100 Schiedsrichter: Romain Poite (Frankreich) |
| 23. Juni 2012 19:35 NZST | Versuche: Cane (2) 6. erh., 43. erh. Williams (2) 11. erh., 18. erh. B. Smith 22. n.erh. Gear 49. n.erh. Messam 57. n.erh. Dagg 62. erh. Thomson 72. erh. Erhöhungen: Cruden (2/2) Dagg (1/2) Barrett (3/3) Straftritte: Barrett (1/1) 40. | (29:0) Bericht |        | Waikato Stadium, Hamilton Zuschauer: 25.100 Schiedsrichter: Romain Poite (Frankreich) |

- Neuseelands Kapitän Richie McCaw feierte seinen 94. Sieg in einem Test Match und übertraf damit den Rekord des Australiers George Gregan.

| 24. Juni 2012 14:00 JST | Japan | 18 : 51        | French Barbarians | Prinz-Chichibu-Rugbystadion, Tokio Zuschauer: 6.000 |
| 24. Juni 2012 14:00 JST | Versuche: Takenaka 40.+2 n.erh. Broadhurst 58. erh. Erhöhungen: Gorōmaru (1/2) Straftritte: Gorōmaru (2/2) 29., 44. | (8:25) Bericht | Versuche: Bonneval 27. erh. Lacrampe 31. erh. Bernard 57. erh. Gunther 66. erh. Claassen 68. erh. Rabadan 80. erh. Erhöhungen: Teulet (2/2) Bernard (4/4) Straftritte: Bernard (3/3) 16., 51., 54. | Prinz-Chichibu-Rugbystadion, Tokio Zuschauer: 6.000 |